# Jutta de Mecklenburg-Strelitz
Ducesa Jutta de Mecklenburg-Strelitz (Auguste Charlotte Jutta Alexandra Georgina Adophine; 24 ianuarie 1880 – 17 februarie 1946) a fost membră a Casei de Mecklenburg-Strelitz și soția lui Danilo, Prinț Moștenitor de Muntenegru.

## Biografie
Ducesa Auguste Charlotte Jutta Alexandra Georgina Adolphine de Mecklenburg s-a născut la Neustrelitz ca a doua fiică a Marelui Duce de Mecklenburg, Adolphus Frederic și a soției acestuia, Prințesa Elisabeth de Anhalt. Împreună cu sora ei Maria, Jutta a fost crescută de guvernante și nu prea a avut contact cu părinții ei. Atmosfera de la palatul Erbgrossherzog s-a remarcat prin rigoare și etichetă. Un scandal a izbucnit când sora ei în vârstă de 19 ani a rămas însărcinată cu un servior de la palat.
Prin influența împăratului german Wilhelm al II-lea s-a aranjat căsătoria Juttei cu moștenitorul tronului Muntenegru, Prințul Danilo. La câteva ore după sosirea ei la Antivari în Muntenegru, ea s-a convertit la ortodoxism. În drumul ei spre Cetinje pentru nuntă, a fost însoțită de viitorul ei cumnat, prințul moștenitor al Italiei, Victor Emanuel. S-a căsătorit cu Prințul Danilo la 27 iulie 1899. După căstorie și-a luat numele de Milița.
În timpul Primului Război Mondial, Muntenegru a luptat împotriva Puterilor Centrale, care includea și țara ei natală, Imperiul German. După război, după ce Muntenegru a fost incorporat în noul regat al serbilor, croaților și slovenilor, familia regală a stabilit un guvern în exil. Socrul ei, regele Nicolae I al Muntenegrului, a murit la 1 martie 1921 și soțul ei i-a succedat. El a deținut poziția numai o săptămână înainte să abdice în favoarea nepotului său, Mihail, Prinț de Muntenegru.
Jutta și-a petrecut restul vieții în exil. Ea și soțul ei au trăit în Franța unde Danilo a murit în 1939. Jutta a murit la Roma unde domnea cumnatul ei, regele Victor Emanuel al III-lea.